# Alianza Nacional (Letonia)
La Alianza Nacional, oficialmente Alianza Nacional "¡Todo por Letonia!" - "Por la Patria y la Libertad/LNNK" (en letón: Nacionālā apvienība „Visu Latvijai!” - „Tēvzemei un Brīvībai/LNNK”), es un partido político letón. En el confluyen conservadores, etnonacionalistas y liberales económicos.
Formada como una alianza electoral para las elecciones de 2010, ganó ocho escaños en el Saeima. Sus componentes se fusionaron en un solo partido político en julio de 2011 bajo el liderazgo de Gaidis Bērziņš y Raivis Dzintars. En las elecciones de octubre de 2014 aumentó sus escaños a diecisiete, y entró en una coalición gubernamental de centro-derecha, junto con Unidad y la Unión de Verdes y Agricultores bajo el mando de la primera ministra Laimdota Straujuma. El partido ha participado en todos los gobiernos de Letonia desde las elecciones parlamentarias de 2011 para evitar que el centroizquierdista «Armonía» pasase a liderar el ejecutivo. En las elecciones parlamentarias de 2018 su representación se redujo a trece escaños.
Es miembro de los Conservadores y Reformistas Europeos, y sus dos eurodiputados, Roberts Zīle y Dace Melbārde, forman parte del Grupo de los Conservadores y Reformistas Europeos en el Parlamento Europeo.
El partido controla los gobiernos de las ciudades de Ogre, Bauska, Smiltene, Iecava, Aizpute, Priekule, Engure, Saulkrasti, Kocēni y Rundāle. En 66 municipios el partido está representado por 166 diputados.

## Resultados electorales

### Saeima
| Año  | Votos        | %      | Escaños | +/-         | Gobierno  |
| ---- | ------------ | ------ | ------- | ----------- | --------- |
| 2010 | 74.029 (#4)  | 7,67%  | 8/100   | 1           | Oposición |
| 2011 | 127.208 (#4) | 14,01% | 14/100  | 6           | Coalición |
| 2014 | 151.567 (#4) | 16,61% | 17/100  | 3           | Coalición |
| 2018 | 92.963 (#5)  | 11,01% | 13/100  | 4           | Coalición |
| 2022 | 84.939 (#4)  | 9,29%  | 13/100  | Sin cambios | Coalición |

### Parlamento europeo
| Año  | Votos  | %      | Escaños | +/- |
| ---- | ------ | ------ | ------- | --- |
| 2014 | 63.229 | 17,56% | 1/8     |     |
| 2019 | 77.591 | 16,49% | 2/8     | 1   |